# (5480) 1989 YK8
1989 واي كي 8 (ويعرف أيضًا باسم (5480) 1989 واي كي 8 وفق تسمية الكوكب الصغير) (بالإنجليزية: 1989 YK8)‏ هو كويكب ضمن حزام الكويكبات؛ وترتيبه 5480 من حيث الاكتشاف.
اكتُشف هذا الجُرم الفلكي بواسطة هيروشي كانيدا في 23 ديسمبر 1989.

## وصلات خارجية
- (5480) 1989 YK8 في قاعدة بيانات مختبر الدفع النفاث لأجرام النظام الشمسي الصغيرة

- الاكتشاف · مخطط المدار ·  العناصر المدارية · المعلمات المادية

- (5480) 1989 YK8 على موقع ويكي سكاي: DSS2, SDSS, GALEX, IRAS, Hydrogen α, X-Ray, Astrophoto, Sky Map, Articles and images